# Lufeng (Chuxiong)
Die Stadt Lufeng (chinesisch 禄丰县, Pinyin Lùfēng Xiàn) ist ein kreisfreie Stadt des autonomen Bezirks Chuxiong der Yi in der chinesischen Provinz Yunnan. Sie hat eine Fläche von 3.538 km² und zählt 366.512 Einwohner (Stand: Zensus 2020). Sein Hauptort ist die Großgemeinde Jinshan (金山镇). Vor dem Januar 2021 hatte Lufeng den Status eines Kreises.
Die Fundstätte der Lufengpithecus-Fossilien (腊玛古猿化石地点,  Lama guyuan huashi didian) von Shihuiba 石灰坝 steht seit 1988 auf der Liste der Denkmäler der Volksrepublik China (3-181).
Viele seit den 1930er-Jahren in Lufeng entdeckte Dinosaurierfossilien sind im Dinosauriermuseum Lufeng ausgestellt. Die Gattung Lufengosaurus ist nach dem Ort benannt.

## Administrative Gliederung
Auf Gemeindeebene setzt sich der Kreis aus zehn Großgemeinden und vier Gemeinden zusammen. Diese sind:
- Großgemeinde Jinshan 金山镇
- Großgemeinde Guangtong 广通镇
- Großgemeinde Bicheng 碧城镇
- Großgemeinde Renxing 仁兴镇
- Großgemeinde Qinfeng 勤丰镇
- Großgemeinde Yipinglang 一平浪镇
- Großgemeinde Luochuan 罗川镇
- Großgemeinde Tuguan 土官镇
- Großgemeinde Heijing 黑井镇
- Großgemeinde Heping 和平镇

- Gemeinde Zhongcun 中村乡
- Gemeinde Chuanjie 川街乡
- Gemeinde Tuo’an 妥安乡
- Gemeinde Gaofeng 高峰乡